# Nikołaj Danilewski
Nikołaj Jakowlewicz Danilewski, ros. Никола́й Я́ковлевич Даниле́вский (ur. 28 listopada?/10 grudnia 1822 w Sankt-Petersburgu, zm. 7 listopada?/19 listopada 1885 w Tbilisi) – rosyjski filozof, socjolog, antropolog i publicysta; przedstawiciel „nowego słowianofilstwa” i główny teoretyk panslawizmu. Przeciwnik ewolucjonizmu w naukach społecznych, darwinizmu i spirytyzmu, autor dzieł Rosja a Europa (1869) i Darwinizm (1885). Miał wpływ na literaturę rosyjską, m.in. Fiodora Dostojewskiego.

## Dzieło
Według Danilewskiego rozwój kulturowy jest uzależniony od występowania różnych „typów kultury i historii”. Typy te, tak samo jak organizmy biologiczne przechodzą przez stadium młodości, dojrzałości, starości i śmierci. Podobne teorie rozwoju kulturowego ludzkości, pod nazwą koncepcji cykliczno-rozwojowych, wysuwali w XX wieku Oswald Spengler i Arnold Joseph Toynbee. Poprzez określenie typów kulturowo-historycznych Danilewski stworzył prototyp klasycznej teorii wielości linii rozwojowych kultur. Koncepcja rozwijających się równorzędnie lokalnych kultur powstała na bazie przekonania, że ewolucja nie przebiega tylko w jednym możliwym kierunku. Danilewski twierdził, że istnieje wielka liczba rozmaitych kultur, świadcząca o różnych rodzajach „egzystencji” i organizacji społeczeństw. Poglądy Danilewskiego stanęły w opozycji do teorii wysuwanych przez ówczesnych ewolucjonistów, takich jak: Herbert Spencer, Edward Burnett Tylor, Lewis Henry Morgan, czy materialistów, takich jak: Karol Marks i Fryderyk Engels, którzy głosili istnienie wyłącznie jednej linii ewolucyjnej, po której podąża ludzkość.

### Rosja a Europa
Danilewski w swym najważniejszym dziele, Rosja a Europa, zaprezentował dziesięć odmiennych kulturowo-historycznych typów: egipski, asyryjsko-babilońsko-fenicki (być może tożsamy ze starosemickim lub chaldejskim), indyjski, irański, żydowski, grecki, rzymski, nowosemicki (arabski), germańsko-romański (europejski) oraz słowiański. Każdy typ był określony na podstawie czterech głównych osnów: religii, kultury (nauka, sztuka, technologie), polityki i organizacji społeczno-gospodarczej. Danilewski definiuje Słowian jako siódme wielkie plemię aryjskie, obok Indusów, Irańczyków, Greków, Rzymian, Celtów i Germanów. Słowianie mają na tle pozostałych plemion aryjskich wykazywać specyficzny indeks cefaliczny (krótkogłowcy) oraz niską skłonność do przemocy. Danilewski oponuje twierdzeniom o zacofaniu kulturowym Słowian, posługując się przykładami: Jana Husa, Mikołaja Kopernika, Adama Mickiewicza, Aleksandra Puszkina, Nikołaja Gogola, Michaiła Łomonosowa czy Aleksandra Suworowa.
Danilewski był przekonany o konieczności mobilizacji kulturowej i politycznej Rosji oraz zjednoczenia Słowiańszczyzny przeciw niebezpieczeństwu płynącemu z Zachodu. Uważał, że ekspansja kultury zachodniej oparta jest na micie głoszącym, iż „cywilizacja” jest wytworem przede wszystkim germańsko-romańskim i stanowi opozycję dla ruskiego, słowiańskiego stylu życia. Według Danilewskiego rodzajem przeciwwagi dla zachodniej, germańsko-romańskiej cywilizacji miał być Związek Wszechsłowiański ze stolicą w Konstantynopolu (Carogrodzie). Utworzenie Związku miały umożliwić rozpady Cesarstwa Austriackiego i Imperium Osmańskiego. Obok Rosji, w skład Związku miały wejść poszczególne królestwa słowiańskie wraz z Węgrami i Rumunią, oraz wydzielony, stołeczny okręg carogrodzki. Nadrzędnym celem Związku było przeciwstawienie się globalnej ekspansji kultury zachodniej i ochrona różnorodności kulturowej ludzkości.
Dzieło Rosja a Europa (ros. Россия и Европа) ukazywało się we fragmentach na łamach czasopisma Zarija w 1869 roku. W postaci książkowej było wydane po raz pierwszy w 1871 roku i następnie wielokrotnie wznawiane. Tłumaczone na język czeski (1897), niemiecki (1920) i angielski (2013).

### Krytyka darwinizmu
W trzytomowym dziele, pt. „Darwnizm” (1885-1889) Danilewski poddał krytyce koncepcję ewolucji Charlesa Darwina. Mimo pojawiających się w pracy błędów merytorycznych, Danilewskiemu udało się wskazać na niektóre braki i niespójności w XIX wiecznej teorii darwinowskiej. Danilewski w swych tezach częściowo opierał się na krytyce darwinizmu innych autorów, np. Alberta Wiganda, Karla Wilhelma von Nägeli, Louisa Agassiza, Karla Ernsta von Baera i Jeana de Bréaua. Większość tez zawartych w „Darwinizmie” zostało odrzuconych przez ówczesne, rosyjskie środowiska naukowe. Pomimo ostrej krytyki Klimienta Timiriaziewa i Aleksandra Karpinskiego książka cieszyła się sporą popularnością w kręgach słowianofilskich (Nikołaj Strachow, Konstantin Leontjew) i stanowiła źródło inspiracji dla kolejnych rozważań nad teorią ewolucjonizmu w Rosji. Do nielicznego grona XIX wiecznych biologów otwarcie przychylnych Danilewskiemu należał Andriej Famnicyn. Szersze uznanie dzieło Danilewskiego zyskało w Rosji w latach 20. XX wieku za sprawą Lwa Berga i jego teorii nomogenezy (1922).